# معتمدية صفاقس المدينة

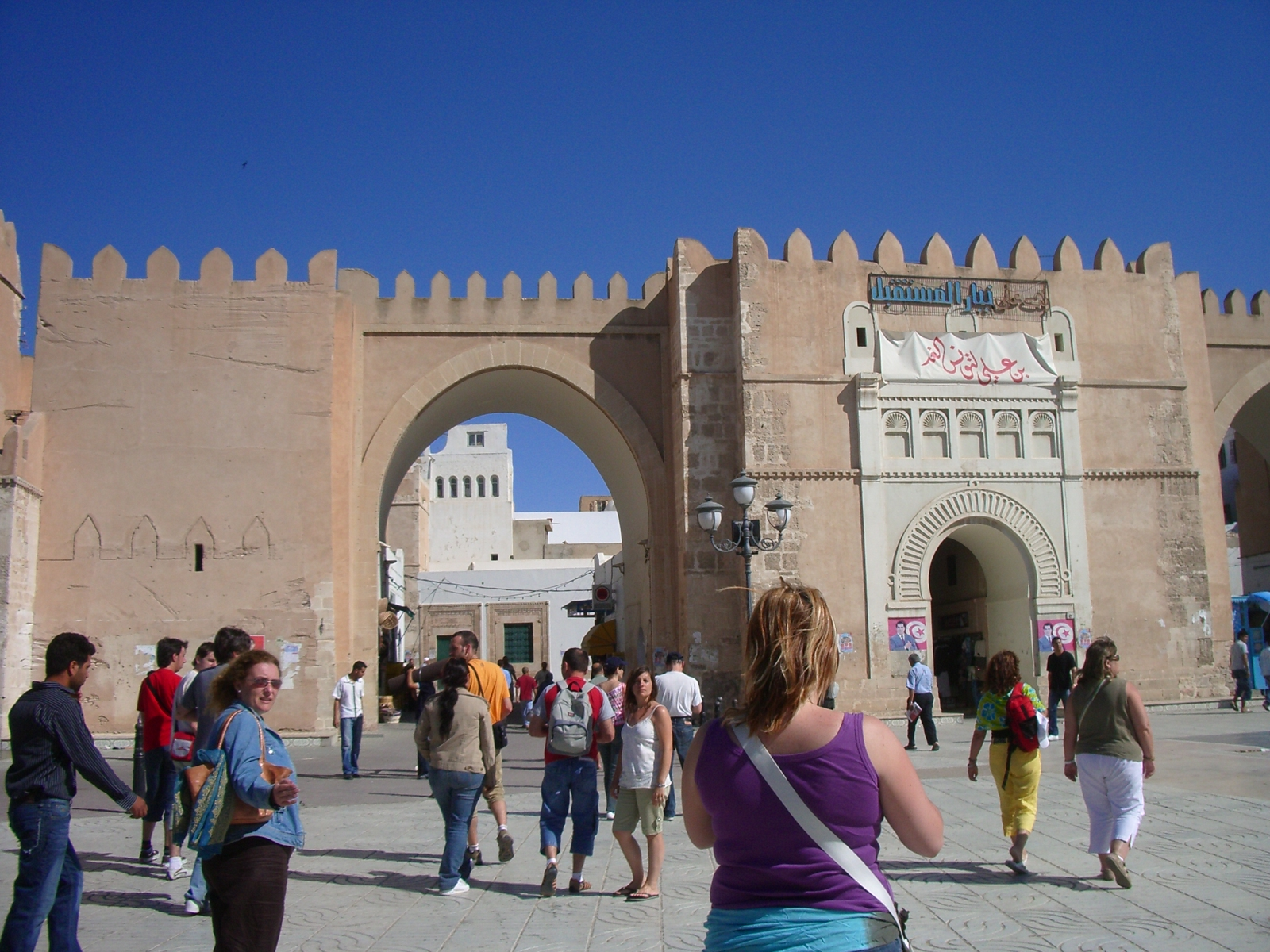

معتمدية صفاقس المدينة إحدى معتمديات الجمهورية التونسية، تابعة لولاية صفاقس.

### مواضيع ذات علاقة
- ولاية صفاقس.